# Экснер, Юлиус
Йохан Юлиус Экснер (дат. Johan Julius Exner; 30 ноября 1825, Копенгаген — 15 ноября 1910, Копенгаген) — датский художник-жанрист, представитель романтического реализма, профессор живописи.

## Биография
Юлиус Экснер родился 30 ноября 1825 года в семье Йоханна Готлиба Экснера, чешского музыканта из Богемии, переехавшего в Данию в эпоху Наполеона, и его жены Карен Йоргенсдаттер из Хольмсгора в Вендисселе. Ещё в раннем детстве у него проявился талант к рисованию. После окончания начальной школы он был отдан на обучение живописи в частном порядке. В апреле 1839 года Экснер поступил в Датскую королевскую академию изящных искусств, где обучался под руководством профессора Йохана Лунда, известного мастера исторической живописи. Позже он брал уроки у Кристофера Эккерсберга, по праву называемого отцом Золотого века датской живописи. В первой половине 1850-х часто посещает Амагер. Здесь он начинает свои первые исследования жанровой живописи. При поддержке Академии он совершил поездку в Дрезден, а также путешествовал по Италии (1857—1858), где посетил такие города, как Венеция, Парма, Флоренция, Неаполь и Рим. Между 1863—1864 годами путешествовал по Швеции. 15 июня 1863 года Экснер женился на Ингер Генриетте Софи Йенсин Рингстед (1833—1915). В 1864 году он стал членом Академии изящных искусств в Копенгагене, а в 1866 году — в Стокгольме. В 1867 году посетил Скаген — рыбацкую деревушку, которая позднее станет местом паломничества художников, известных как «скагенская группа».
С 1872 года Экснер был ассистентом профессора в Школе модельной живописи. В 1876 году он был назначен профессором Датской Королевской Академии изящных искусств и долгое время преподавал.

В 1877 году Экснер впервые приехал на остров Фанё (Fanø) — датский остров в Северном море у западного побережья Ютландии, который впоследствии он часто посещал летом вместе с семьей. Здесь у него была студия в Сённерхо (Sønderho Kro). В 1887 году Экснер получил премию Тресков. Он стал членом выставочного комитета в Шарлоттенборге в 1879 году и был назначен главой комитета в 1890 году. Он также был членом Школьного совета (Skolerådet) между 1883—1905 годами, был казначеем с 1884 года и членом Совета Академии (Akademirådet) с 1887 года.
У Юлиуса Экснера был сын Оге Экснер (Aage Exner (1870—1951)), который также был художником.
Юлиус Экснер умер 15 ноября 1910 года в Копенгагене за две недели до своего 85-летия.

## Творчество
Изначально художественным направлением Экснера была историческая картина. 

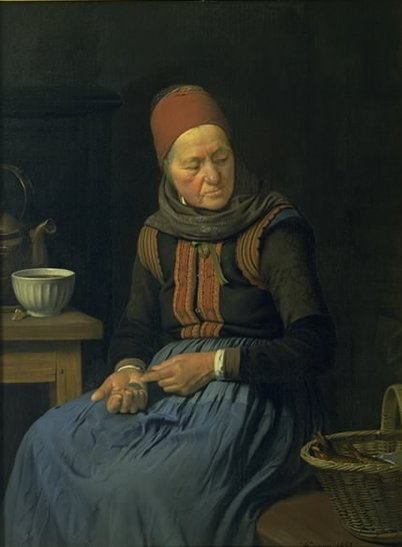
Экснер Ю. «Амагерянка, подсчитывающая оставшиеся деньги», 1852.

Он начал выставлять свои работы ещё учась в Академии. В 1843 году он стал обладателем малой серебряной медали Академии, а в 1845 году выиграл большую серебряную медаль. 

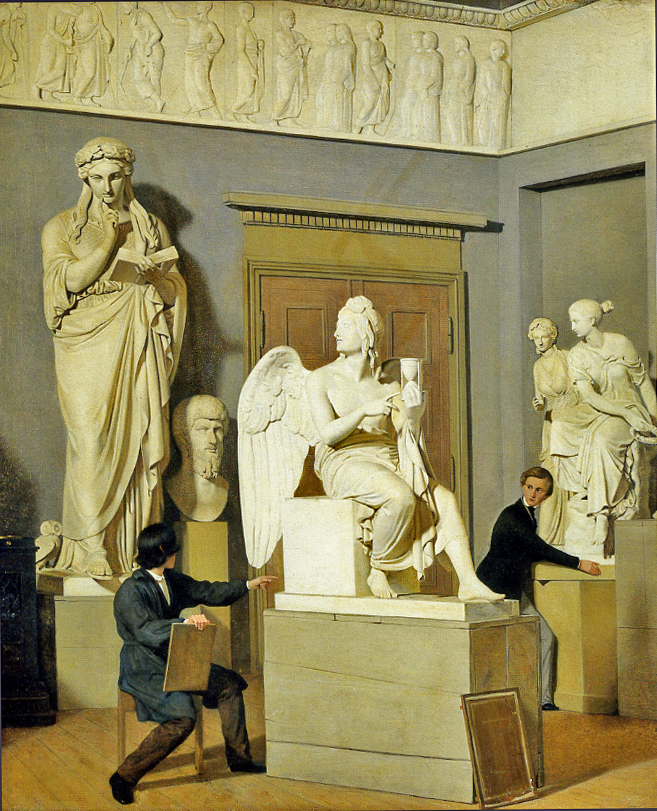
Экснер Ю. «Из собрания художественной гипсовой мануфактуры», 1843.

В 1844 году он выставил свою первую картину «Fra Kunstakademiets figursal» («Из собрания художественной гипсовой мануфактуры»), написанную в 1843 году. В эти ранние годы Экснер создал несколько исторических картин, а также ряд портретов. За одну из таких работ — портрет сестры, он был удостоен премии Нойхаузена (Neuhausens præmie) в 1847 году. В 1849 году одна из его картин «Thyra Danebod forsøger in formilde Gorm den Gamles vrede mod nogle fangne kristne» («Тира Даннебод пытается усмирить гнев Горма Старого, чтобы освободить заключенных христиан») была приобретена Датской королевской коллекцией картин, ныне Государственный музей искусств. Ещё одну картину 1851 года «Marsk Stigs Døtre» («Дочери Маркса Стига») Экснер выполнил по заказу графа Фредерика Кристиана Юлиуса Кнута для Кнутенборгского дворца. Граф не только щедро платил Экснеру, но и предоставлял ему студию в своей резиденции в течение нескольких лет. Обе эти картины изображают древнюю датскую историю и легенду.

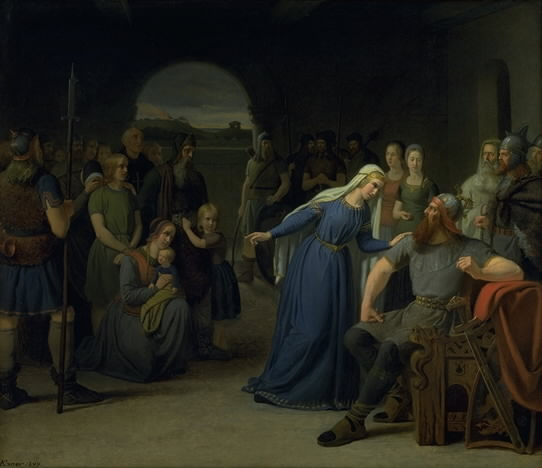
Экснер Ю. «Тира Даннебод пытается усмирить гнев Горма Старого», 1849.

Однако в дальнейшем историческая живопись стала всё меньше интересовать Экснера, и он акцентировал внимание на жанровую живопись. Его жанровые картины занимали видное место в Национальном романтическом периоде Дании — художественном периоде непосредственно после Золотого века датской живописи, когда художественный фокус был обращен внутрь к уникальным датским темам. Немалое влияние на творчество и художественное направление Экснера оказал арт-критик, профессор Академии и пропагандист национального художественного движения Нильс Лауритц Хёйен. Помимо Хёйена на творчество Экснера также оказало значительное влияние сильное патриотическое чувство, возникшее в Дании в период после наполеоновских войн. Этот подъём происходил не только в изобразительном искусстве, но и в литературе и театре. В живописи поколение художников уже исследовало темы типичных датских пейзажей, скандинавской мифологии и истории. Художники, принадлежавшие к периоду Золотого века датской живописи, обучались у Кристофера Эккерсберга, который оказывал на них сильное влияние и сосредоточил их внимание на изучении и представлении датского характера.
Поиск национальных сюжетов для своего творчества привел Экснера на Амагер — остров южнее Копенгагена, где голландские фермеры поселились ещё в 1521 году, но которые так мало были известны большинству датчан. Там появилась его знаменитая работа «En Amagerkone, der tæller sine Penge efter» («Амагерянка, подсчитывающая оставшиеся деньги»), которая была выставлена в 1852 году и приобретена Национальной коллекцией. В 1853 году Экснер представляет ещё один свой шедевр «Et Besøg hos Bedstefaderen» («Посещение дома деда»). Эта работа привлекла большое внимание зрителей и имела огромный успех. 

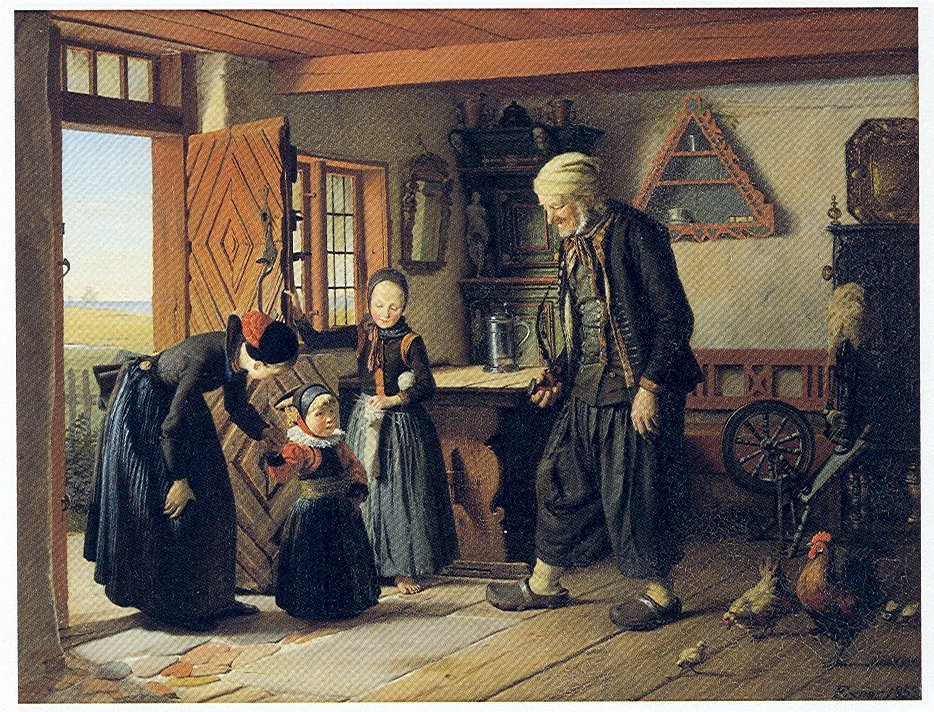
Экснер Ю. «Посещение дома деда», 1853.

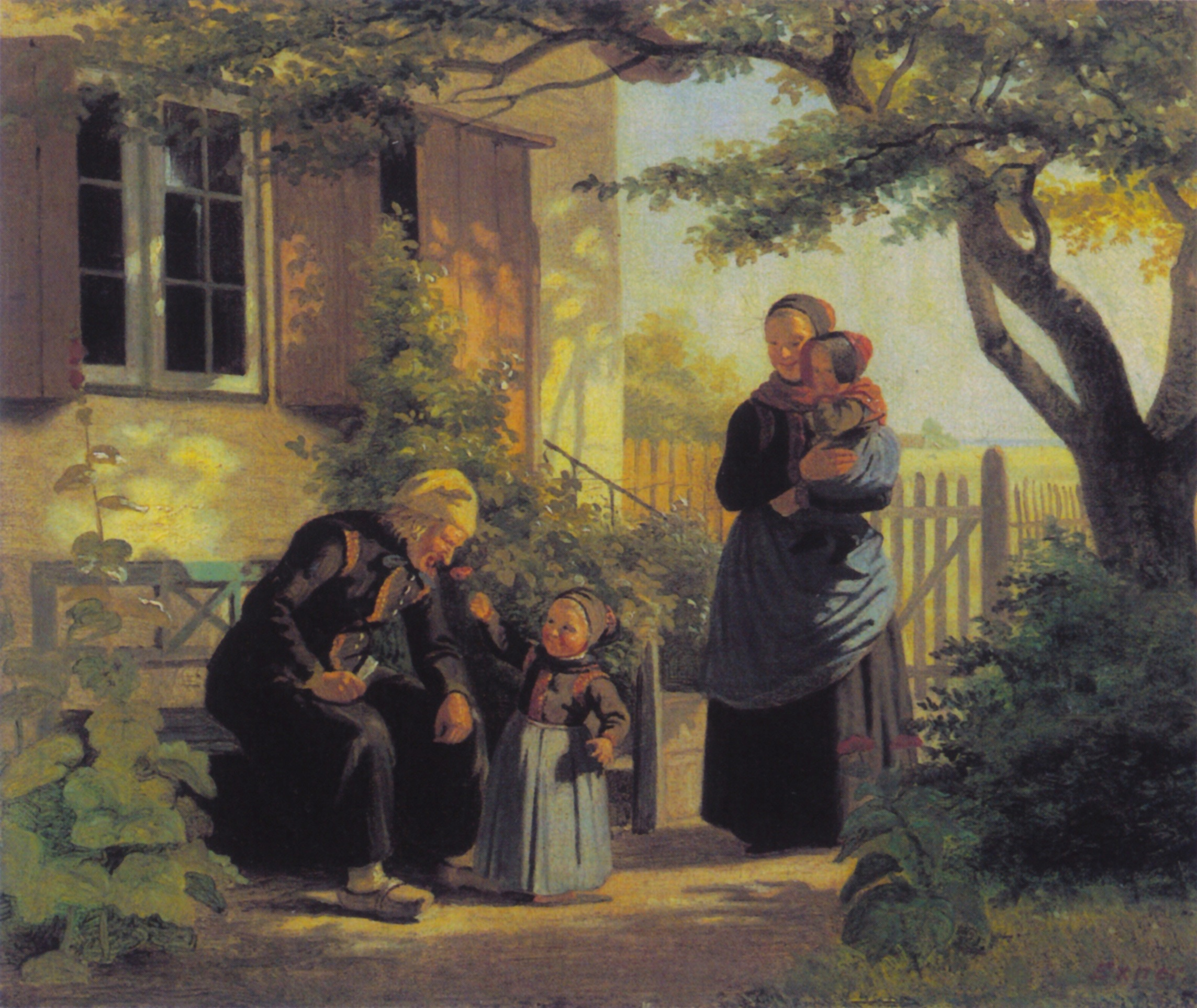
Экснер Ю. «Маленькая девочка дает старику понюхать цветок», эскиз, около 1853.

Картина репродуцировалась. С этой работы Экснер начал свою блестящую карьеру. За это произведение он получил медаль Торвальдсена, а сама картина была приобретена для Национальной коллекции. Работы, созданные на Амагере, представляют собой групповые изображения фермеров в их национальных костюмах, интерьеры фермерских домов и виды окрестностей. Картины написаны в тёплых тонах с хорошей прорисовкой деталей. В течение лета Экснер выезжал на этюды и создавал эскизы с натуры. Затем, зимой, в своей мастерской по этим эскизам он создавал законченные картины. Это было его обычной практикой.

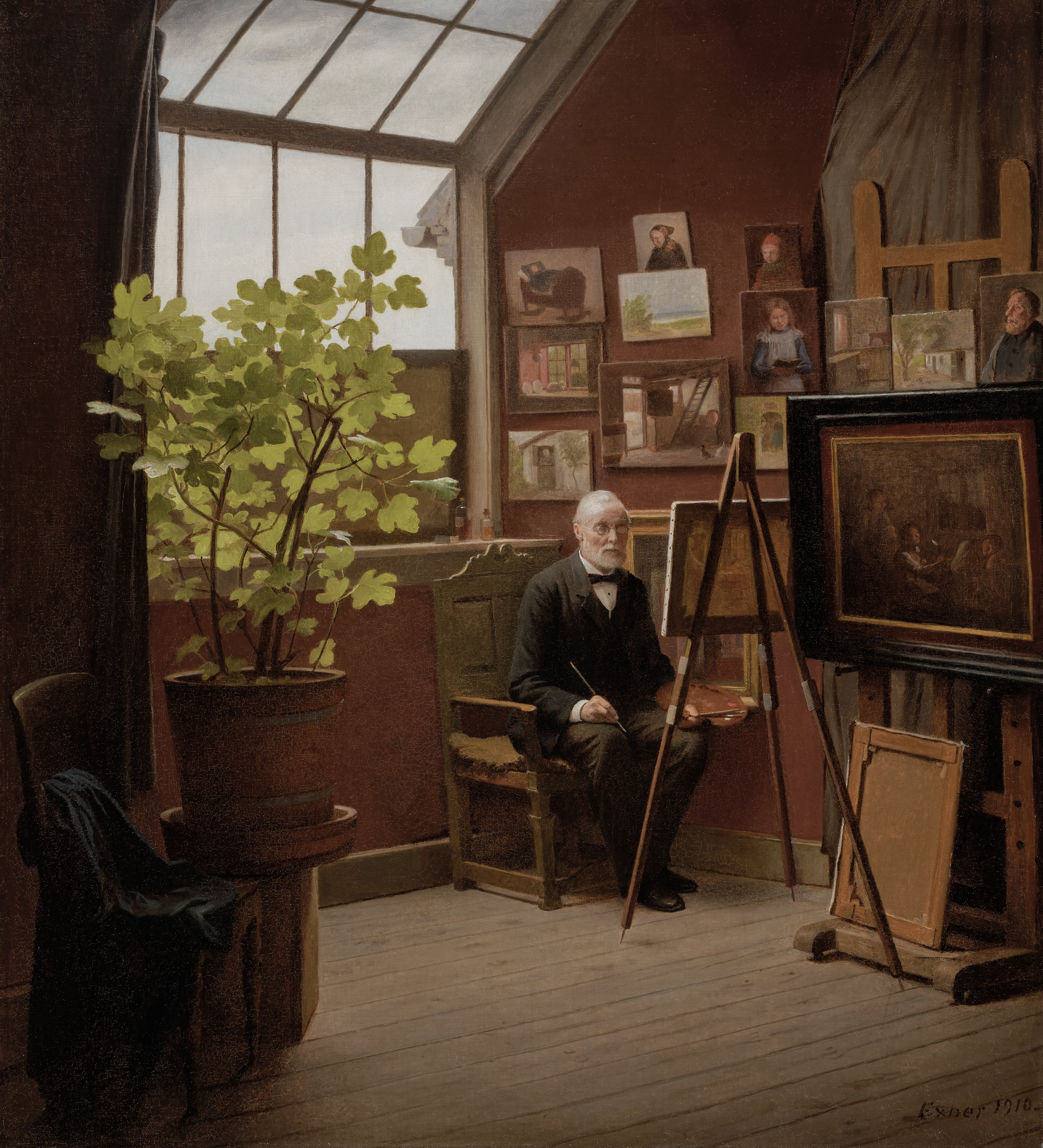
Экснер Ю. Автопортрет, 1910.

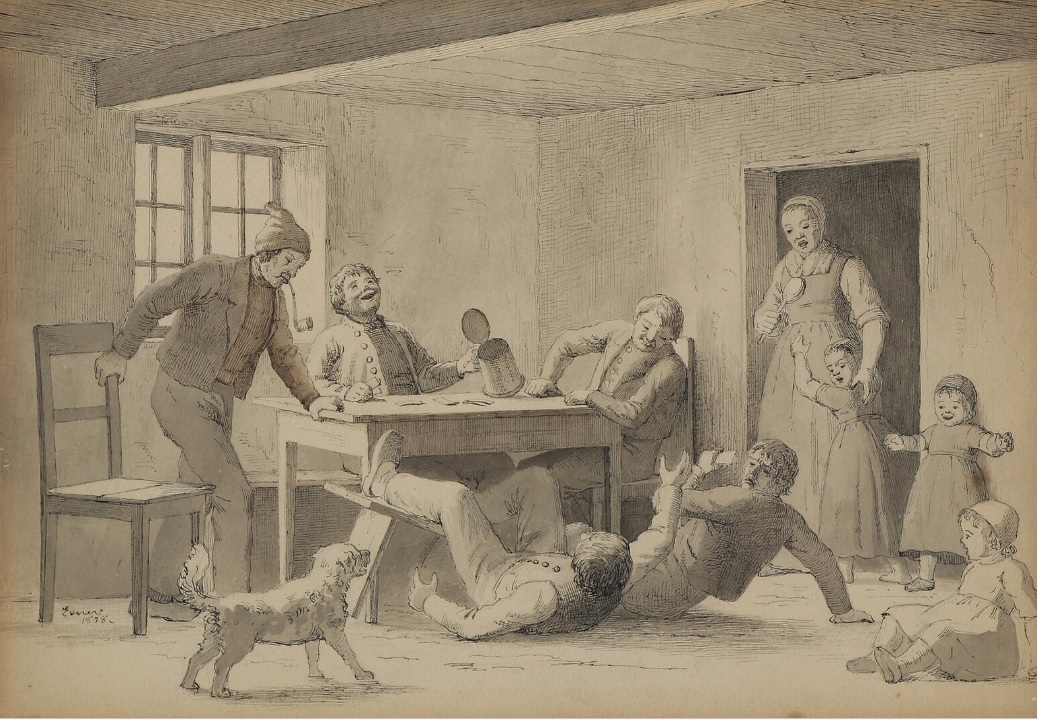
Юлиус Экснер. Веселые фермеры. Рисунок 1878 г.

Национальные мотивы Экснер искал и в других местах Зеландии. Эти поиски привели к созданию в 1855 году полотна «Et Bondegilde i Hedeboegnen» («Вечеринка на ферме в районе Хедебо»). А в 1856 году он создал картину «Lille pige lader en gammel mand lugte til en blomst» («Маленькая девочка дает старику понюхать цветок»), которая положила начало коллекции Генриха Хиршпрунга (ныне Hirschsprung Collection в Копенгагене) в 1866 году.
В 1877 году Экснер с семьей приезжает на остров Фанё. Здесь он обнаружил группу людей, чья жизнь глубоко заинтересовала его. Это был народ, который быстро угасал в социальных изменениях того времени. Эти темы Экснер отражал в своей живописи вплоть до своей смерти.

В последние годы жизни Экснер написал несколько автопортретов — один в 1906 году и один в 1910 году.